# Industria (Albacete)
Industria es un barrio de la ciudad española de Albacete localizado en el norte de la capital. Con 16 492 habitantes (2012) es uno de los barrios más poblados de Albacete.
De su pasado industrial quedan vestigios como la Fábrica de Harinas de Albacete, destinada a ser sede de la Consejería de Hacienda y Administraciones Públicas de la Junta de Comunidades de Castilla-La Mancha. También conserva la Locomotora Mikado de Albacete, que rinde homenaje al ferrocarril.

## Toponimia

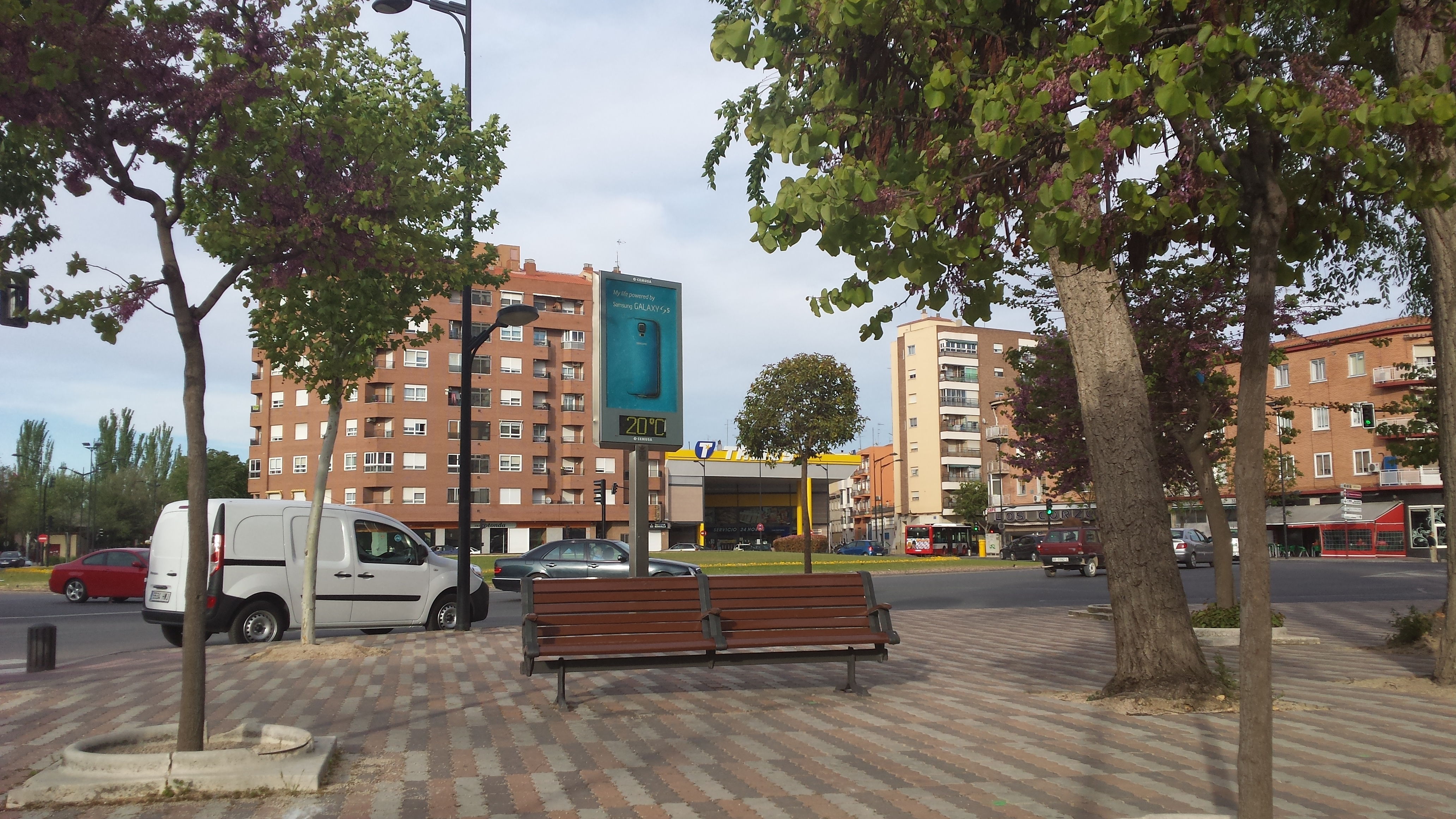
Industria al fondo desde la Tamos

El nombre del barrio procede de la gran actividad industrial que se desarrolló en la antigüedad en el espacio que ocupa hoy en día.

## Historia
En pasado coexistieron en la zona una gran cantidad de talleres que ejercían de industria auxiliar de la zona industrial de la ciudad que antiguamente se levantaba en el lugar que actualmente ocupan los barrios Polígono San Antón, San Antonio Abad y Nuestra Señora de Cubas. 
En Industria vivían muchos de los trabajadores de dicho complejo industrial. Estaba situado al otro lado de las antiguas vías del tren, hoy en día inexistentes, que lo separaban del complejo industrial. De la industria establecida en el lugar destacaban las numerosas fábricas de cuchillería, industria característica de la ciudad.

## Geografía

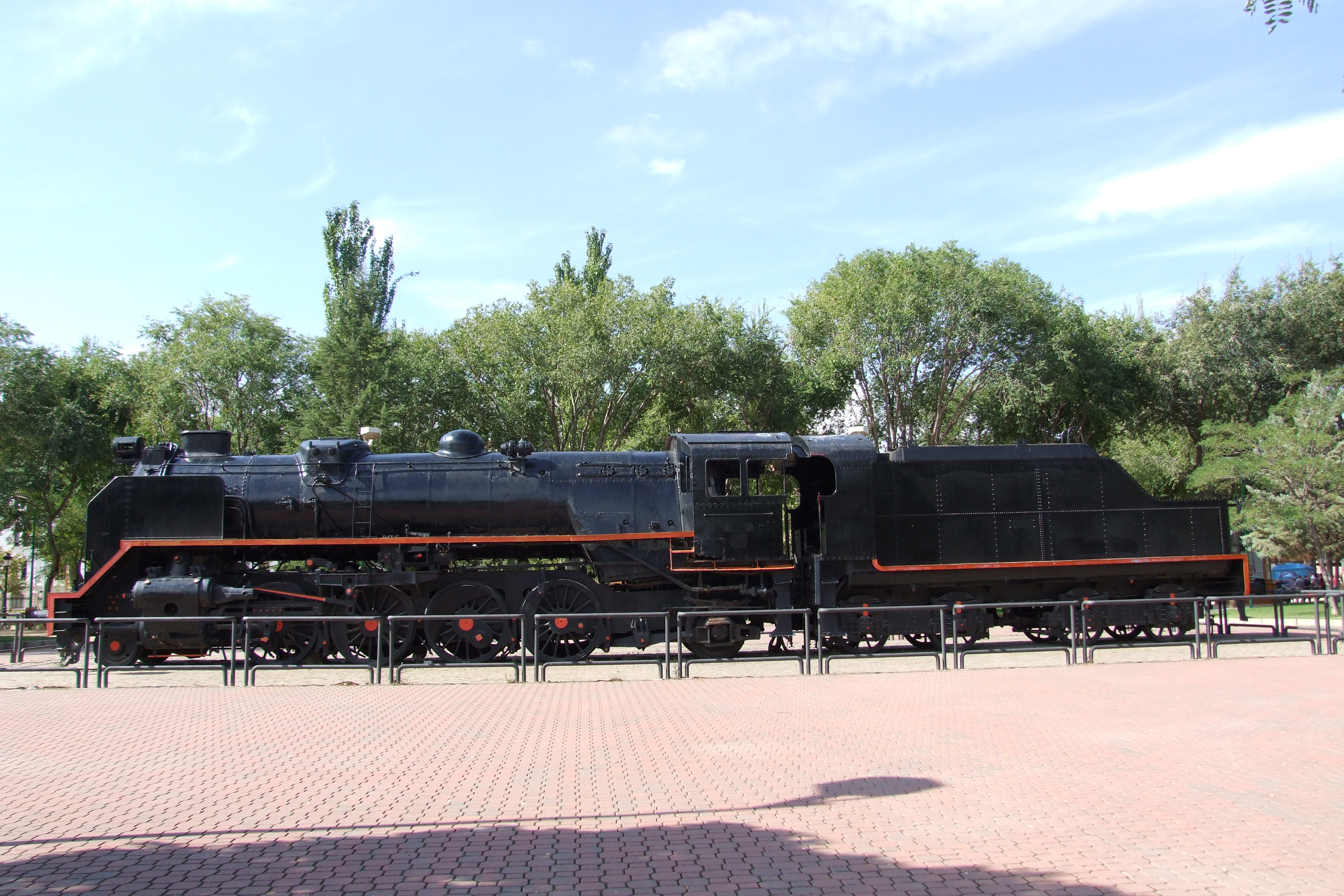
La llegada del ferrocarril en 1855 fue un revulsivo para el crecimiento de la capital. En la imagen, la Locomotora Mikado de Albacete en el Parque Lineal.

El barrio está situado al norte de la ciudad de Albacete, entre la avenida Cronista Mateos y Sotos al norte, la avenida Ramón Menéndez Pidal al oeste y el paseo de la Cuba al este. Linda con los barrios Los Llanos del Águila al norte, Cañicas, El Pilar y Feria al oeste, Centro al sur y San Antonio Abad, Nuestra Señora de Cubas y Santa Cruz al este. Forma parte del distrito E de Albacete junto con los barrios Centro, La Pajarita, Nuestra Señora de Cubas, Llanos del Águila, Polígono de San Antón, San Antonio Abad y Villacerrada.

## Demografía
Industria tiene 16 492 habitantes (2012): 8330 mujeres y 8162 hombres.  Es uno de los barrios con mayor porcentaje de población joven de la ciudad. La población mayor de 65 años supone el 8,97 % del total de la población del barrio, mientras que la población infantil se sitúa en el 19,03 %. El nivel de estudios de sus habitantes es de los más altos de la ciudad. La tasa de población activa del barrio es alta.

## Urbanismo

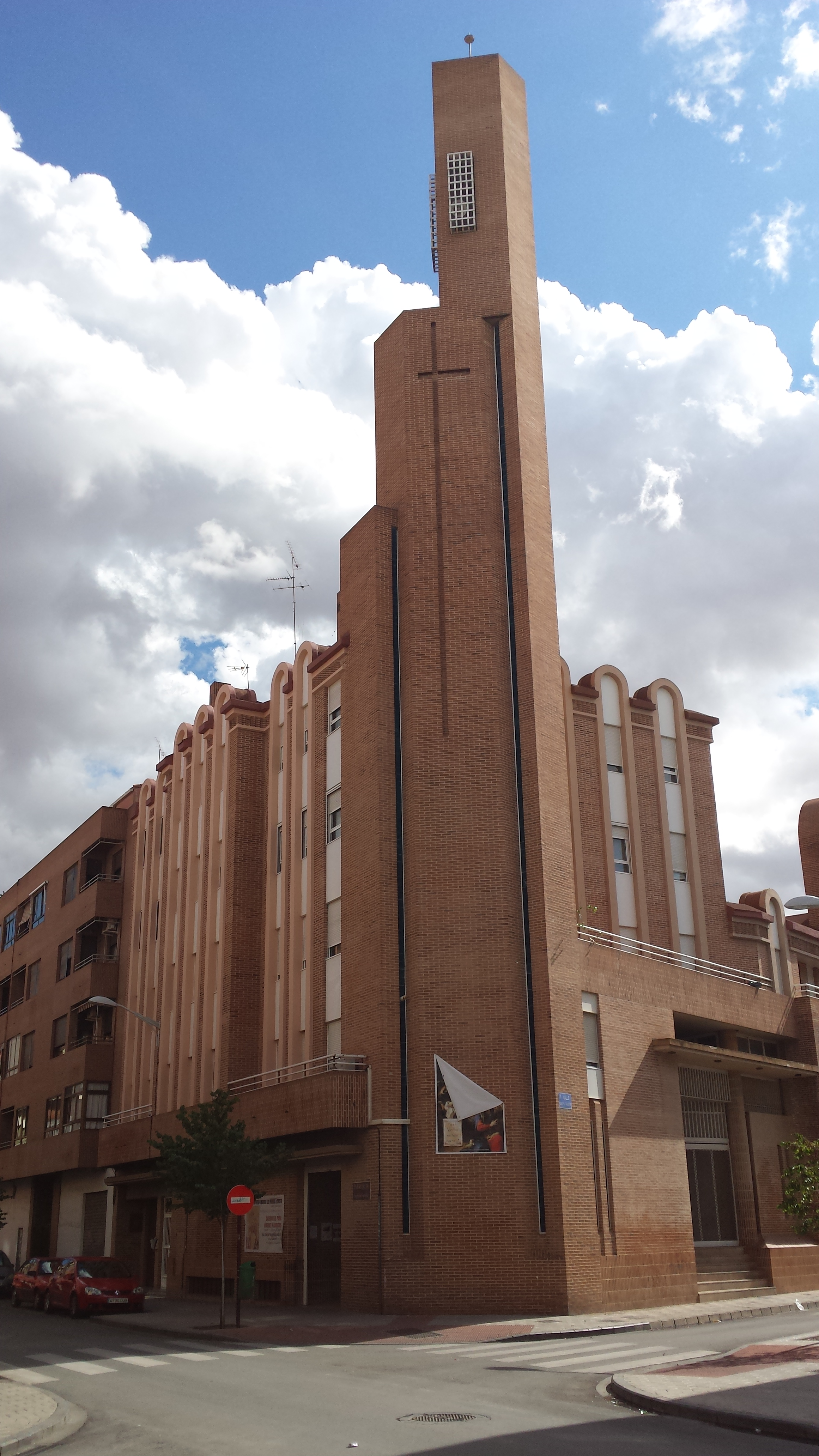
Iglesia de la Sagrada Familia

Industria ocupa una superficie de gran extensión de la capital. Destaca la alta masificación de bloques de viviendas en la zona. Está dispuesto en grandes complejos de edificios estructurados en manzanas.

## Lugares de interés
El barrio acoge la histórica Fábrica de Harinas de Albacete, inaugurada el 24 de enero de 1917, que acogió una de las industrias más emblemáticas de Albacete y actualmente es sede de la Consejería de Hacienda y Administraciones Públicas de la Junta de Comunidades de Castilla-La Mancha. Otros lugares de interés son el Instituto de Higiene, la iglesia de la Sagrada Familia o el Parque Lineal a su paso por el barrio.

## Administración pública

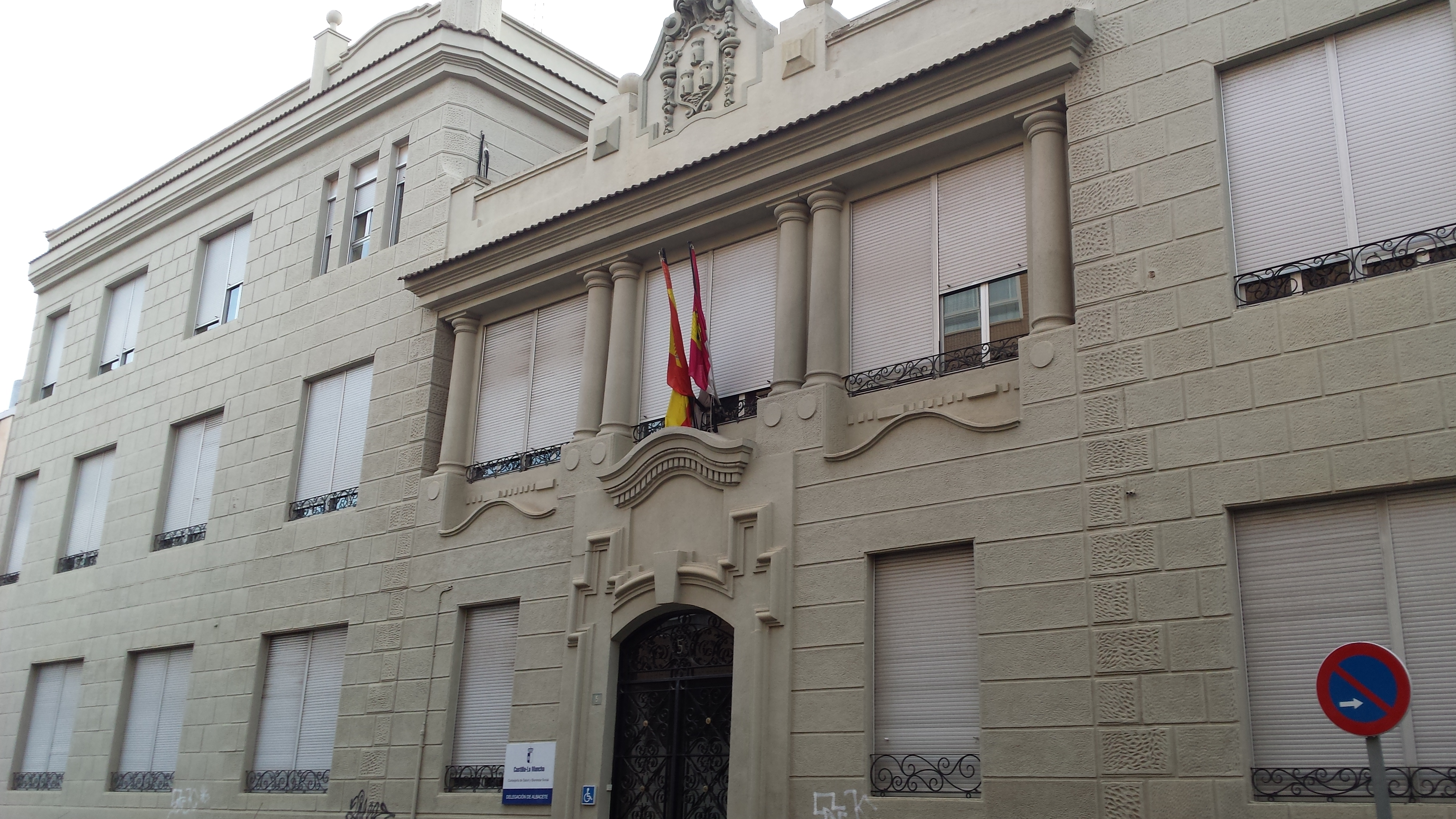
Instituto de Higiene, palacete que alberga la Consejería de Sanidad de Castilla-La Mancha

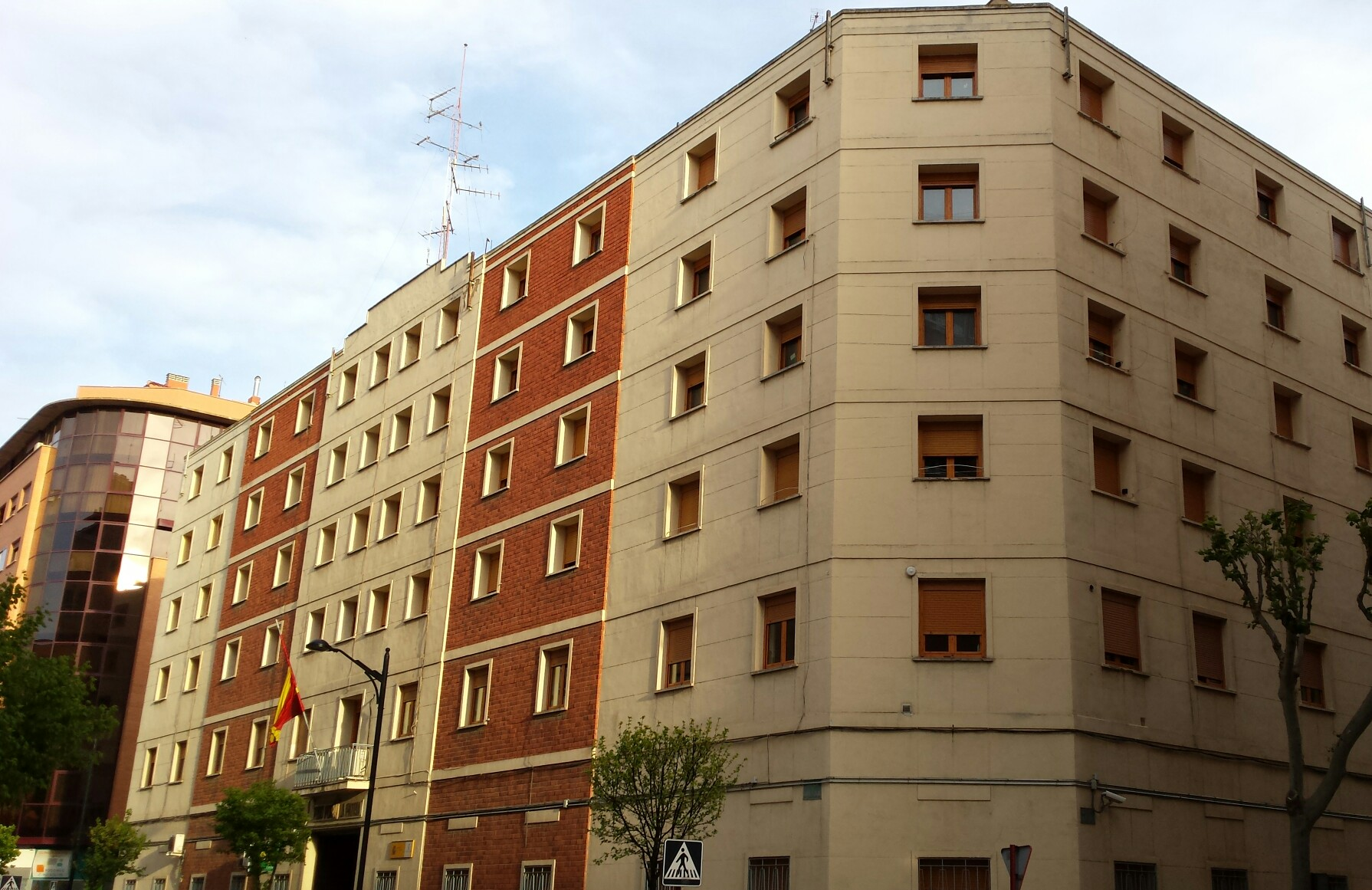
Comandancia de la Guardia Civil en Albacete

El barrio alberga la Consejería de Hacienda y Administraciones Públicas de la Junta de Comunidades de Castilla-La Mancha en la Fábrica de Harinas y la Consejería de Sanidad en el Instituto de Higiene. Por otro lado, también alberga la Comandancia de la Guardia Civil en Albacete.

## Educación
En el barrio se sitúa el Centro Privado Concertado de Educación Infantil, Primaria y Secundaria Aristos.

## Sanidad y servicios sociales
El Centro de Salud Zona 2 de Albacete está situado en el barrio. Además, cuenta con el Centro Sociocultural Industria, que dispone de biblioteca municipal, centro de servicios sociales, club de jubilados y talleres de la Universidad Popular.

## Religión
El barrio alberga la iglesia de la Sagrada Familia, obra del arquitecto Agustín Peiró, inaugurada en 1992.

## Deporte

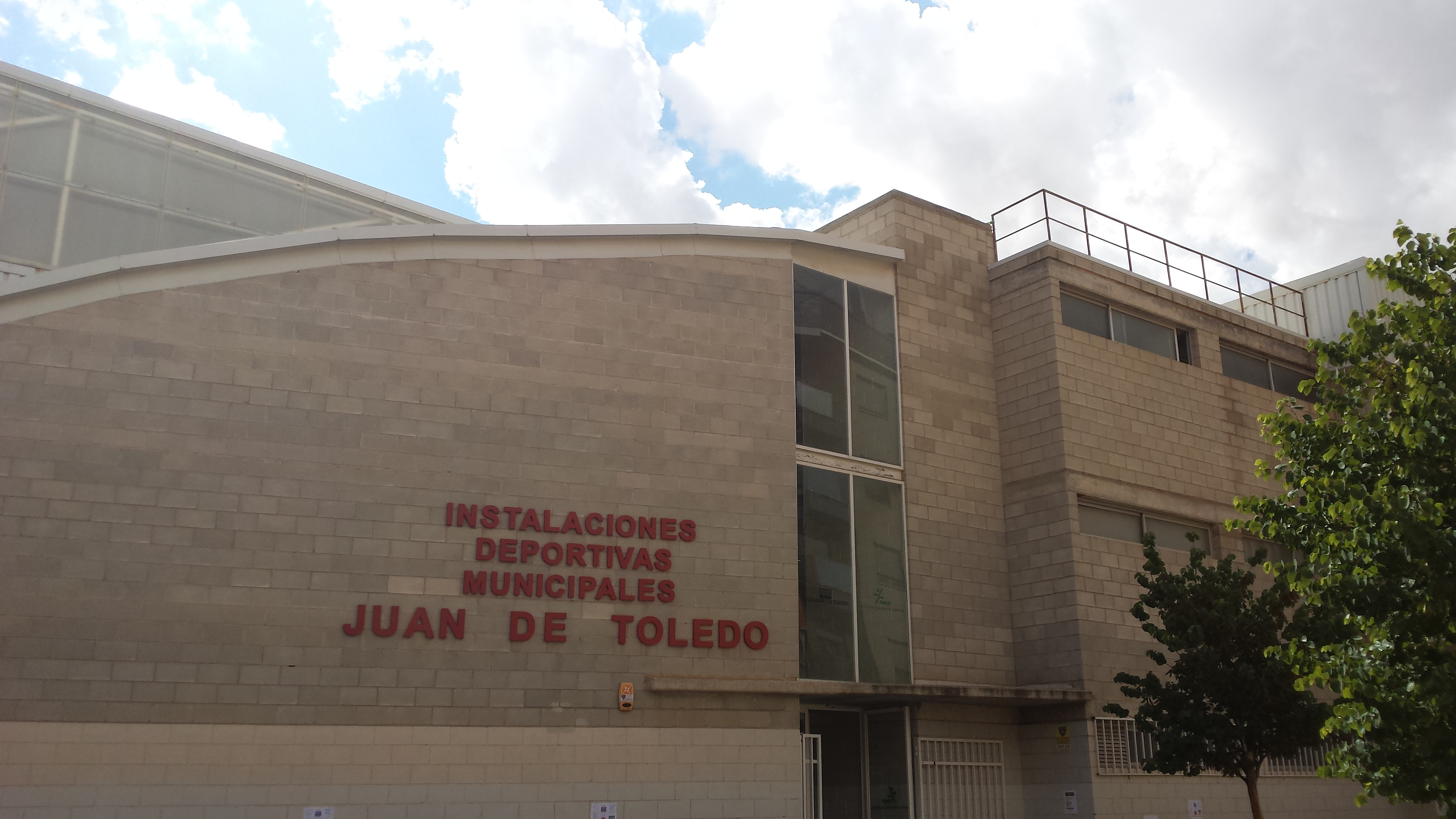
Complejo Deportivo Juan de Toledo

Industria alberga el Complejo Deportivo Juan de Toledo, compuesto por dos piscinas, dos salas de usos múltiples, rocódromo y dos pabellones polideportivos.

## Fiestas
Las fiestas oficiales del barrio tienen lugar anualmente a mediados de junio.

## Transporte
En autobús urbano, el barrio queda conectado mediante las siguientes líneas:
| Línea | Trayecto | Recorrido                                                         | Frecuencia                                         |
| ----- | --- | ----------------------------------------------------------------- | -------------------------------------------------- |
|       | Campus UCLM - Barrio de Vereda | Recorrido Archivado el 1 de noviembre de 2014 en Wayback Machine. | 12-18 minutos                                      |
|       | Campus UCLM - Barrio de Vereda | Recorrido Archivado el 17 de abril de 2014 en Wayback Machine.    | 12-18 minutos                                      |
|       | Barrio San Pedro- Los Llanos del Águila-Parque Lineal - Parque Empresarial Campollano                                                       | Recorrido Archivado el 25 de febrero de 2014 en Wayback Machine.  | 15-20 minutos                                      |
|       | Estación de Ferrocarril - Estación de Autobuses - Hospital General Universitario - Hospital Universitario Ntra. Señora del Perpetuo Socorro | Recorrido Archivado el 22 de febrero de 2014 en Wayback Machine.  | 15-22 minutos                                      |
|       | Ciudad - Parque Empresarial Campollano | Recorrido Archivado el 17 de abril de 2014 en Wayback Machine.    | Salidas 7:20, 8:20, 14:40, 15:20 (desde la ciudad) |